# Географічний язик
Географічний язик (десквамативний глосит, доброякісний мігруючий глосит, ексфоліативний глосит) — запальне захворювання, що виявляється ураженнями на спинці язика та по його боках.

## Опис
Характеризується знебарвленими регіонами смакових сосочків або в деяких випадках навіть тріщинами в язику. Географічний язик — стан, як правило, хронічний і часто проявляється після їжі, яка подразнює тканини язика, або під час стресу, захворювання або гормональних сплесків (особливо у жінок після менструації). Це захворювання відоме під такими назвами, як легка форма блукаючого глоситу, оральна форма хронічної мігруючої еритеми.

## Симптоми
- найчастіш за все відсутні, патологія виявляється при випадковому огляді;

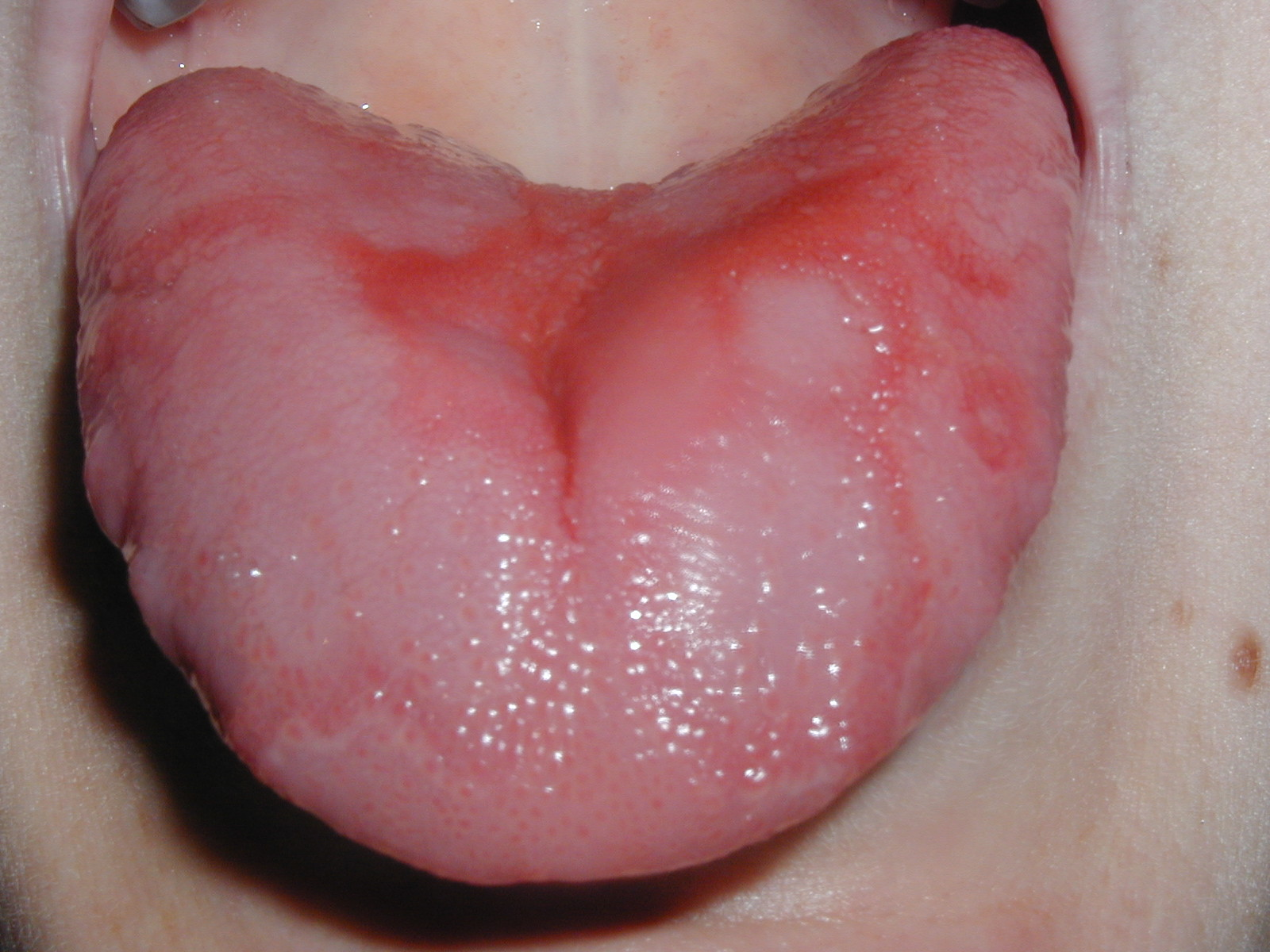
Типовий сильний контраст між білою та червоною зоною

- поколювання, відчуття печіння;
- парестезія.

## Причини виникнення
У даний час справжні причини появи географічного язика остаточно не встановлені. Однак є припущення, що хвороба виникає через специфічну інфекцію.

## Епідеміологія
Географічний язик — поширеним захворюванням, що вражає 2-3 % дорослого населення в цілому, хоча інші джерела повідомляють про поширеність до 14 %. Це одне з найпоширеніших захворювань язика у дітей. Захворювання часто починається в дитинстві, іноді в ранньому віці, але інші джерела повідомляють, що найвища захворюваність посідає вікову групу старше 40 років. Іноді повідомляється, що жінки хворіють частіше, ніж чоловіки, у співвідношенні 2:1, хоча інші повідомляють, що гендерний розподіл є однаковим.